# Район Ітабасі (Токіо)
35°45′04.48″ пн. ш. 139°42′33.29″ сх. д. / 35.7512444° пн. ш. 139.7092472° сх. д.
Райо́н Ітаба́сі (яп. 板橋区, いたばしく, МФА: [itabaɕi ku̥], «Ітабасівський район») — особливий район в японській столиці Токіо.

## Географія
Площа району Ітабасі на 1 жовтня 2008 становила близько 32,17 км². Назва походить від історичної волості Ітабасі (板橋郷).

## Населення
Населення району Ітабасі на 1 липня 2011 становило близько 534 282 осіб. Густота населення становила 16 608,1 осіб/км².

## Галерея

Розташування